# Order Aleksandra Newskiego (Federacja Rosyjska)
Order Aleksandra Newskiego (ros. орден Александра Невского) – wysokie odznaczenie państwowe Federacji Rosyjskiej, nawiązujące tradycją do odznaczeń o tej samej nazwie z okresu carskiej Rosji i Związku Radzieckiego.

## Historia orderu
W Cesarstwie Rosyjskim od 1725 do 1917 r. istniał Order Świętego Aleksandra Newskiego, a w ZSRR od 1942 do 1991 r. – Order Aleksandra Newskiego.
Order Świętego Aleksandra Newskiego został ustanowiony przez carycę Katarzynę I w 1725 roku i mógł być nadawany zarówno wojskowym, jak i cywilom. Po przewrocie bolszewickim w 1917 roku został zniesiony wraz z innymi orderami okresu carskiego.
29 lipca 1942 r. w ZSRR ustanowiono nowy Order Aleksandra Newskiego jako wysokie odznaczenie wojskowe, przyznawane oficerom Armii Czerwonej za wybitne dowodzenie i czyny bohaterstwa w czasie II wojny światowej.
Po rozpadzie Związku Radzieckiego order został utrzymany w systemie odznaczeń państwowych Federacji Rosyjskiej dekretem Prezydium Rady Najwyższej Federacji Rosyjskiej z dnia 2 marca 1992 r. nr 2424-1 „O odznaczeniach państwowych Federacji Rosyjskiej” oraz Uchwałą Rady Najwyższej Federacji Rosyjskiej z dnia 20 marca 1992 r. nr 2557-I „O zatwierdzeniu dekretu Prezydium Rady Najwyższej Federacji Rosyjskiej »O nagrodach państwowych Federacji Rosyjskiej«”. Jednak jako odznaczenie państwowe Federacji Rosyjskiej radziecki Order Aleksandra Newskiego nie miał oficjalnego statutu i opisu, a państwo nigdy go nie przyznało.
Dekret prezydenta Federacji Rosyjskiej Dmitrija Miedwiediewa z 7 września 2010 r. nr 1099 „O działaniach mających na celu poprawę systemu odznaczeń państwowych Federacji Rosyjskiej” wprowadził ponowne włączenie Orderu Aleksandra Newskiego do państwowego systemu odznaczeń Federacji Rosyjskiej, a także zatwierdził jego statut i opis. Odznaka Orderu Aleksandra Newskiego Federacji Rosyjskiej odtwarza wzór przedrewolucyjny.

## Statut orderu

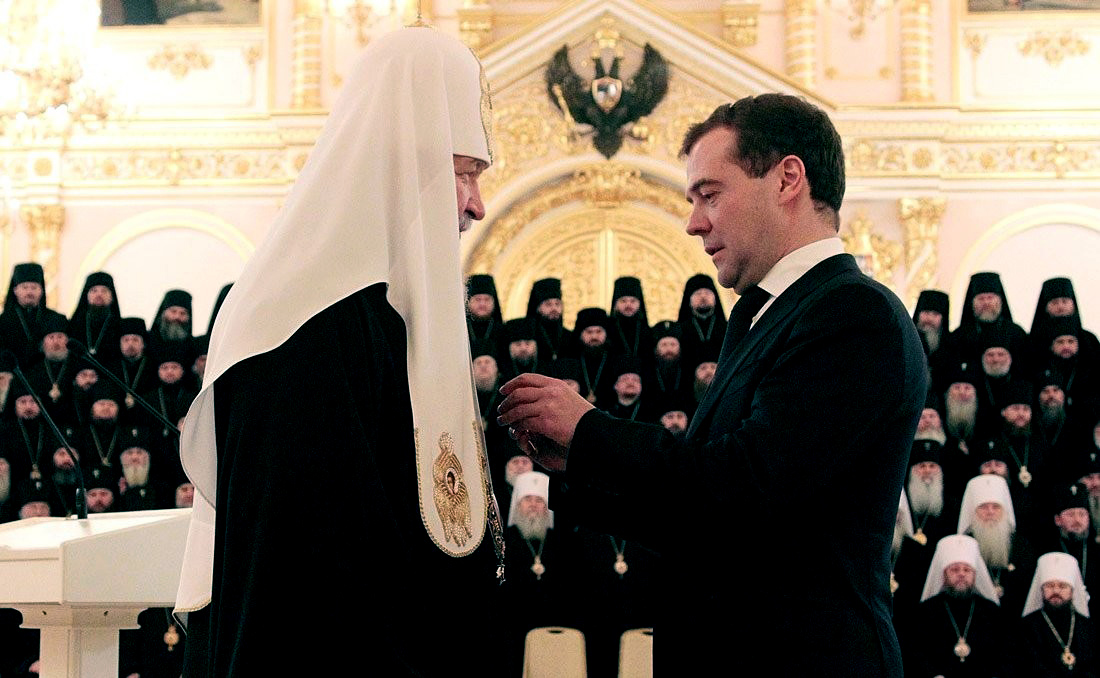
Prezydent Rosji Dmitrij Miedwiediew wręcza Order Aleksandra Newskiego patriarsze Cyrylowi, Kreml moskiewski, 3 lutego 2011 r.

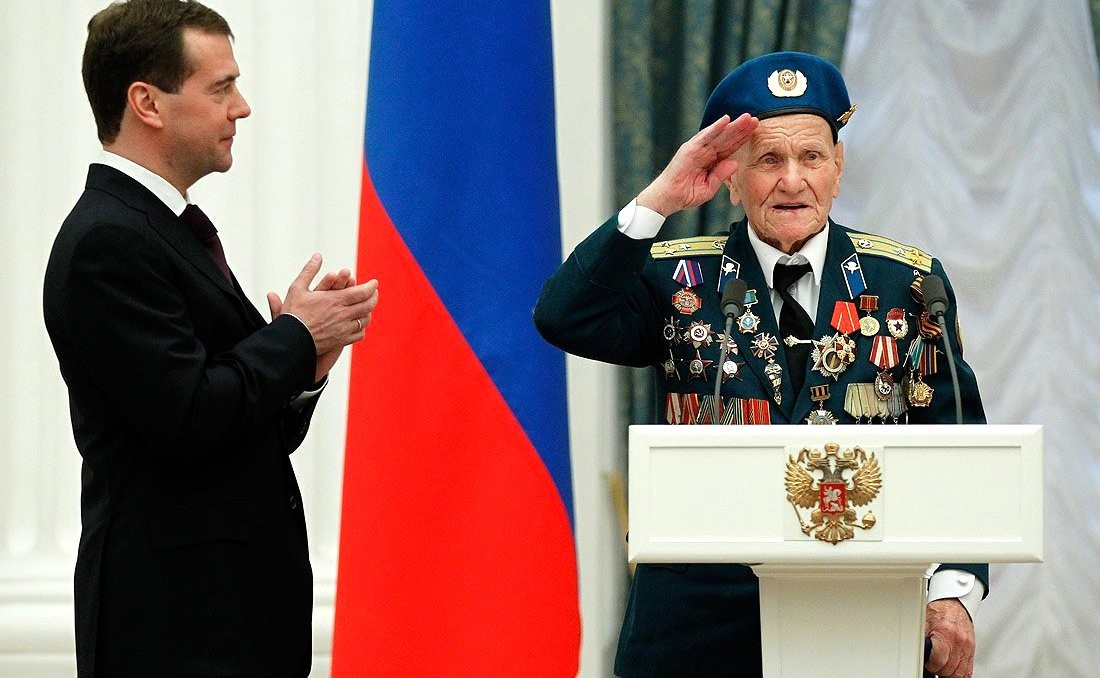
Prezydent Rosji Dmitrij Miedwiediew wręcza Order Aleksandra Newskiego Aleksiejowi Sokołowowi, weteranowi II wojny światowej, Kreml moskiewski, 21 lutego 2011 r.

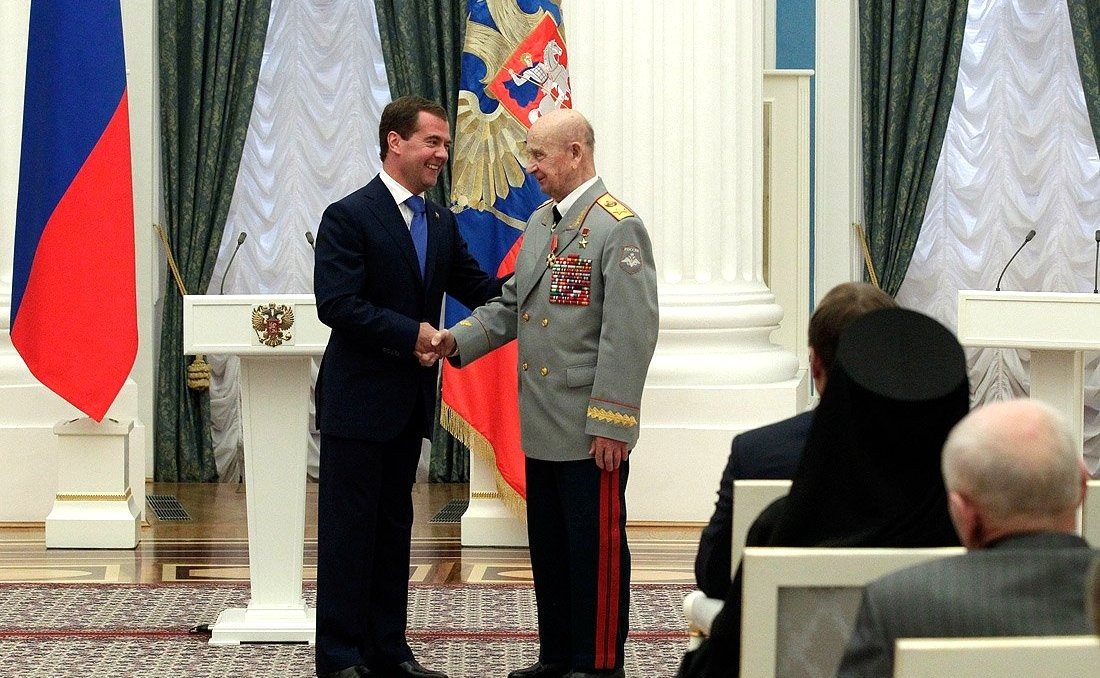
Prezydent Rosji Dmitrij Miedwiediew wręcza Order Aleksandra Newskiego Siergiejowi Sokołowowi, Kreml moskiewski, 28 lipca 2011 r.

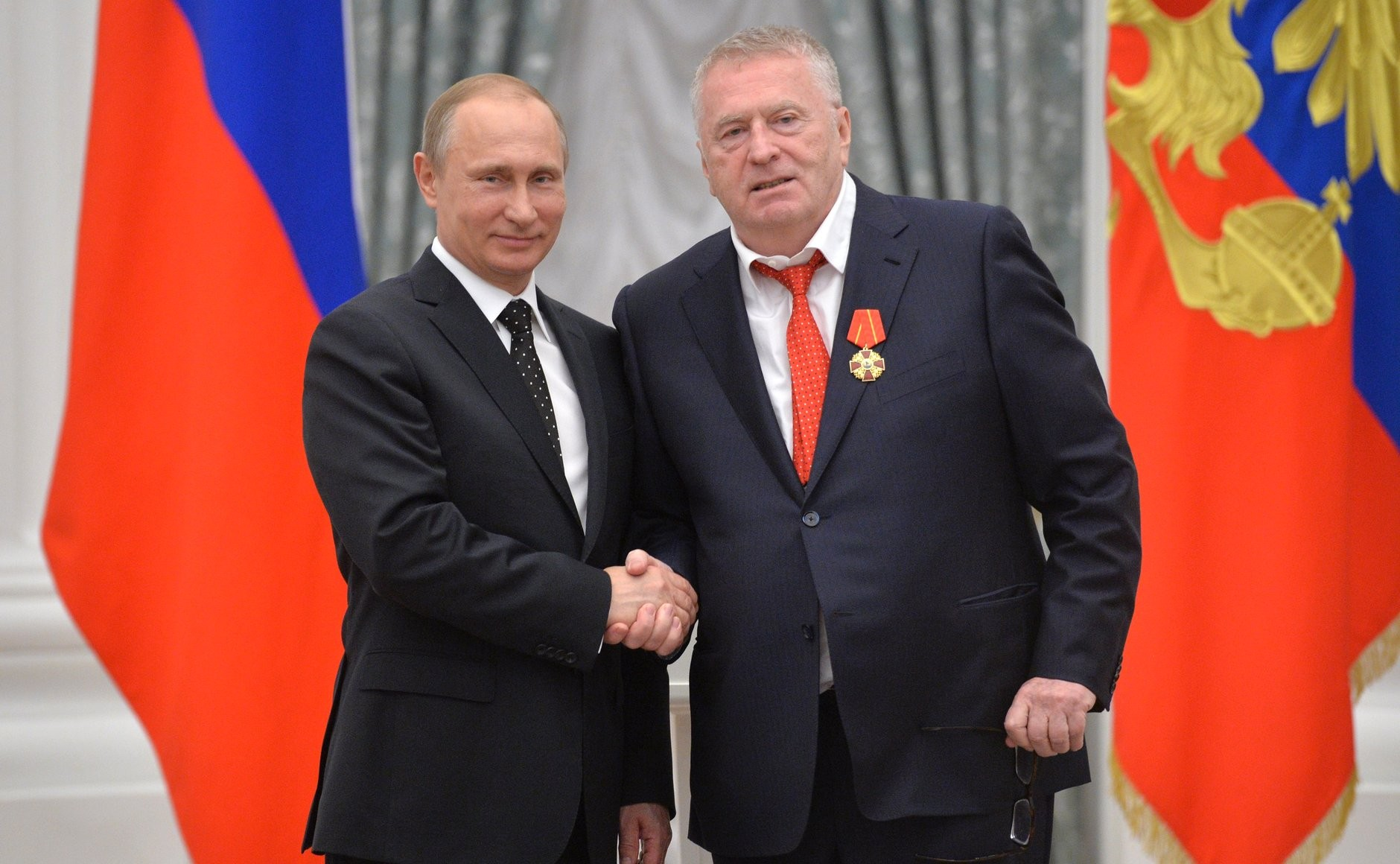
Prezydent Rosji Władimir Putin wręcza Order Aleksandra Newskiego Władimirowi Żyrinowskiemu, Kreml moskiewski, 21 maja 2015 r.

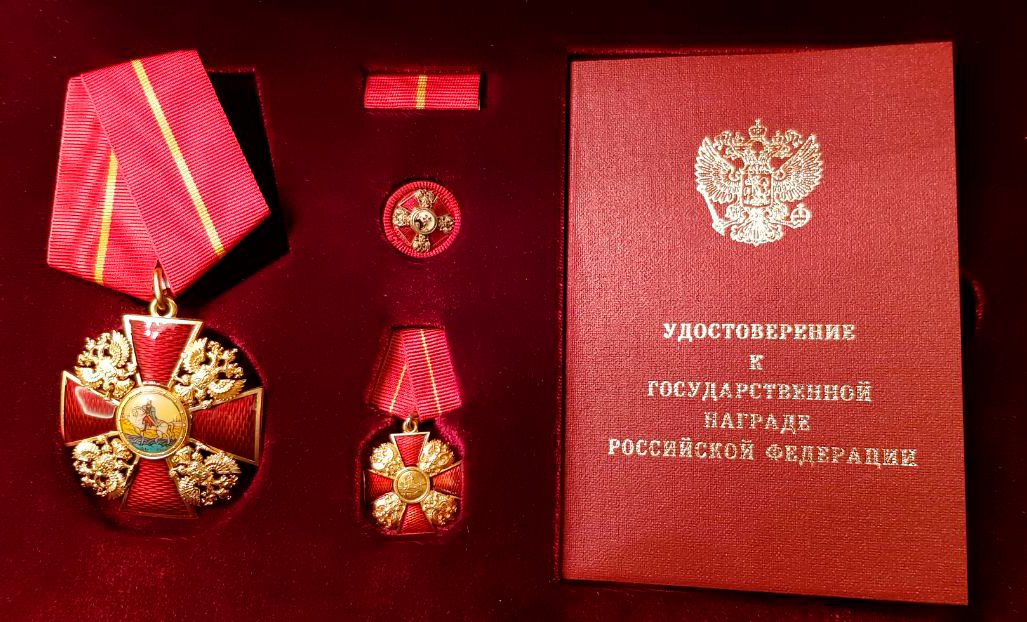
Order Aleksandra Newskiego z legitymacją, miniaturą (na dole), baretką (na górze) i rozetką (pośrodku)

### Podstawy przyznania odznaczenia
1. Order Aleksandra Newskiego przyznawany jest obywatelom Federacji Rosyjskiej zajmującym eksponowane stanowiska w służbie publicznej, za szczególne zasługi dla ojczyzny w budowaniu państwa, wieloletnią sumienną służbę i wysokie wyniki osiągane na służbie, w umacnianiu pozycji Rosji na arenie międzynarodowej, obronności kraju i rozwoju gospodarczego, nauki, edukacji, kultury, sztuki, opieki zdrowotnej i innych zasług, a także obywatelom Federacji Rosyjskiej za wybitne osiągnięcia osobiste w różnych sektorach gospodarki, badaniach naukowych, działalności społeczno-kulturalnej, edukacyjnej i innych społecznie użytecznych;

2. Obywatelom Federacji Rosyjskiej można przyznać Order Aleksandra Newskiego, co do zasady, pod warunkiem, że wcześniej otrzymali inny order Federacji Rosyjskiej, a osoby zajmujące stanowiska w służbie publicznej muszą również mieć co najmniej 20-letnie doświadczenie w służbie publicznej;

3. Order Aleksandra Newskiego może zostać przyznany wybitnym zagranicznym osobistościom politycznym i publicznym oraz przedstawicielom środowiska biznesowego obcych państw za zasługi w rozwoju wielostronnej współpracy z Federacją Rosyjską i pomoc w jej rozwoju społeczno-gospodarczym.

### Noszenie orderu

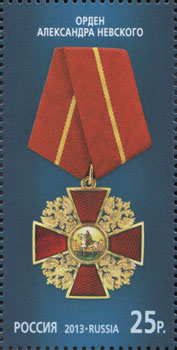
Order Aleksandra Newskiego na rosyjskim znaczku pocztowym z 2013 r.

1. Odznaka Orderu Aleksandra Newskiego noszona jest na lewej stronie klatki piersiowej, a jeśli noszone są inne ordery Federacji Rosyjskiej, znajduje się za odznaką Orderu „Za zasługi dla Ojczyzny” IV stopnia;

2. Na specjalne okazje i ewentualne codziennego noszenia przewiduje się noszenie miniaturowej kopii odznaki Orderu Aleksandra Newskiego, która znajduje się po miniaturowej kopii odznaki Orderu Zasługi Ojczyźnie IV stopnia;

3. Baretka Orderu Aleksandra Newskiego znajduje się za baretką Orderu Świętej Wielkiej Męczenniczki Katarzyny (do 3 maja 2012 r. – po baretce Orderu Zasługi dla Ojczyzny).

## Opis orderu

### Odznaka orderu
Odznaką orderu jest pozłacany czteroramienny krzyż prosty z rozkloszowanymi końcami, pokryty rubinową emalią. Końce krzyża posiadają na krawędziach wąską wypukłą obwódkę. Między ramionami krzyża widnieją wizerunki dwugłowego orła – głównej postaci Herbu Federacji Rosyjskiej.
W centrum krzyża znajduje się okrągły medalion z wąską, wypukłą obwódką. W polu medalionu widnieje postać księcia Aleksandra Newskiego na koniu, wykonana z kolorowych emalii, skierowana twarzą w lewo.
Odległość pomiędzy przeciwległymi końcami krzyża wynosi 40 mm. Na odwrocie odznaki znajduje się motto orderu wypisane wypukłymi, prostymi literami: „ZA PRACĘ I OJCZYZNĘ” (ros. «ЗА ТРУДЫ И ОТЕЧЕСТВО»). Na dolnym końcu krzyża widnieje numer odznaki orderu.
Odznaka orderu połączona jest z pięciokątną blaszką pokrytą jedwabną wstążką za pomocą oczka i pierścienia. Wstążka o szerokości 24 mm jest koloru czerwonego z żółtym paskiem o szerokości 1,5 mm pośrodku.

### Miniaturowa kopia orderu
Miniaturowa kopia odznaki orderu jest noszona na szpandze. Odległość między końcami krzyża miniatury wynosi 15,4 mm, wysokość szpangi od góry dolnego narożnika do środka górnego boku 19,2 mm, długość górnego boku 10 mm, długość każdego z boków 16 mm, a długość każdego boku tworzącego dolny róg – 10 mm.

### Baretka i rozetka
Dla noszenia baretki Orderu Aleksandra Newskiego na mundurach stosuje się fragment wstążki o wysokości 8 mm i szerokości 24 mm.
Wstążka orderu dla ubrań cywilnych noszona jest w formie rozetki. Średnica takiej rozety wynosi 15 mm.

## Kawalerowie
Pośród odznaczonych Orderem Aleksandra Newskiego znaleźli się m.in.: pierwsza kobieta w kosmosie Walentina Tierieszkowa, patriarcha moskiewski i całej Rusi Cyryl, pisarz Walentin Rasputin, gubernator Petersburga Gieorgij Połtawczenko, aktor Władimir Etusz, rektor Moskiewskiego Uniwersytetu Państwowego im. M.W. Łomonosowa Wiktor Sadowniczy, czy prezydent Białorusi Aleksandr Łukaszenka.

## Inne informacje
Order Aleksandra Newskiego jest jedynym odznaczeniem, które istniało (z pewnymi zmianami) w systemach odznaczeń zarówno Imperium Rosyjskiego, Związku Radzieckiego, jak i Federacji Rosyjskiej.
Niektórzy kawalerowie radzieckiego Orderu Aleksandra Newskiego otrzymali później ten sam order w wersji dla Federacji Rosyjskiej. Byli to: Bohater Związku Radzieckiego generał dywizji lotnictwa Nikołaj Żugan, generał armii Machmut Gariejew i generał porucznik Dmitrij Michajlik.